# Wolfsthal-Berg
Wolfsthal-Berg ist eine ehemalige Gemeinde im Bezirk Bruck an der Leitha in Niederösterreich.
Von 1. Jänner 1972 bis 31. Dezember 1996 waren Wolfsthal und Berg zur Gemeinde Wolfsthal-Berg (bis 20. November 1973 nur Wolfsthal) vereinigt. Mit 1. Jänner 1997 wurde die Zusammenlegung rückgängig gemacht.
Bürgermeister der neu entstandenen Gemeinde wurde der ehemalige Bürgermeister von Berg, Ferdinand Eisenbarth (SPÖ).